# Андросов, Михаил Васильевич
Михаил Васильевич Андросов — советский военный и политический деятель, организатор партизанского движения в Украинской ССР в Великой Отечественной войне.

## Биография
Родился в 1920 году в селе Коськово Орловской губернии (ныне Знаменского района Орловской области). Окончил школу № 86 в Запорожье.
С 1938 по 1939 год работал лаборантом и заведующим механической лабораторией Запорожского завода «Коммунар».
В 1939—1940 годах — инструктор, в 1940—1941 годах — заведующий отделом крестьянской молодежи Запорожского областного комитета комсомола.
Член ВКП(б) с 1940 года.
В 1941—1942 годах — инструктор Ставропольского (Орджоникидзевского) краевого комитета ВЛКСМ.
С 7 октября 1942 года, после окончания Саратовской спецшколы ЦК ВКП(б), занимал должность помощника комиссара по комсомольской работе в партизанском объединении Сидора Ковпака, с мая 1944 года — заместитель командира по комсомольской работе 1-й Украинской партизанской дивизии.
За все время пребывания в партизанском объединении Андросов совершил 158 боевых операции. Под его руководством было уничтожено 11920 гитлеровцев, взято в плен 972 человека, спущено под откос 63 эшелона, подорвано 141 эшелона, уничтожено более 80 танков и другой техники.
В 1944—1946 годах занимал должность 2-го секретаря Запорожского областного комитета ЛКСМУ. В октябре 1946—1954 года — 1-й секретарь Запорожского областного комитета ЛКСМУ. В 1954—1958 годах — первый секретарь Сталинского (Жовтневого) районного комитета КПУ города Запорожья.
Умер в 1962 году в Запорожье.

## Память
В 1967 году установлена Запорожская областная литературная премия имени Михаила Андросова за лучшие произведения литературы и искусства о молодежи.
В его честь была названа улица в Ленинском районе Запорожья.
Его имя было присвоено школе № 3 Запорожья и Запорожской центральной городской детской библиотеке.

## Награды
- Орден Ленина
- Орден Красного Знамени
- Орден Трудового Красного Знамени (дважды, в том числе 28.10.1948)
- Орден Красной Звезды